# 鯰江城
鯰江城（なまずえじょう）は、近江国愛知郡鯰江荘（現・滋賀県東近江市鯰江町）にあった日本の城（平山城）。同地を本拠とした鯰江氏の居城であった。

## 概略
室町時代、鯰江氏は六角氏に属して勢力を伸ばしていたが、永禄11年（1568年）に観音寺城の戦いで六角氏の居城である観音寺城が落城したため、城主の鯰江貞景は甲賀郡に逃げていた六角義賢・義治父子を迎え入れ、主家復興のため織田信長に反抗を企てた。
貞景は鯰江城に空濠の増設・土塁の増強を含む改修を施し、百済寺の僧や一向宗と結び籠城したが、天正元年（1573年）9月、柴田勝家らの軍勢によって落城した。鯰江城落城後、鯰江氏は全国へ散り各大名に仕えたが、貞景の子・定春は豊臣秀吉に従い、大阪に鯰江の地名を残している。

## 地理
鯰江城は愛知川の断崖を活かして築かれ、川から城への上り道は細道1か所という防御に有利な地形であった。現在は県道が通り、川岸は田畑として利用されている。

## 現況
現在は、土塁の一部や石碑が残るのみであり、城跡は住宅地となっている。